# Духовная культура Китая (энциклопедия)
«Духовная культура Китая» — самое подробное из существующих на русском языке энциклопедических изданий, посвященных китайской цивилизации. Общий объём 620 учётно-издательских листов. Подготовлено коллективом авторов из всех основных востоковедных центров России под эгидой Института Дальнего Востока РАН и опубликована издательством «Восточная литература» в шести томах в 2006—2010 годах.
Главный редактор — М. Л. Титаренко, его заместители: А. И. Кобзев и А. Е. Лукьянов.

## Структура
Каждая часть (тематический блок) издания состоит из общего, словарного и справочного разделов, объём которых варьируется. Общие разделы, особенно подробные в 4—6 томах, содержат очерки по основным темам китайской культуры. В словарные разделы входят около 1800 статей о персоналиях, текстах и явлениях. Справочный раздел включает указатели и библиографию. Запланированный в предисловии к изданию тематический блок третьего тома «Искусство» издан в виде шестого, дополнительного тома в 2010 году.

## Выпуск
Презентация первого тома состоялась в рамках XIII Пекинской международной книжной ярмарки 29 августа 2006 года, а также в рамках XX Московской международной книжной выставки-ярмарки. Начало издания энциклопедии было отмечено среди важнейших научных достижений РАН в 2006 году в докладе её президента Ю. С. Осипова.
Презентацию второго тома провёл М. Л. Титаренко в московском Доме учёных 9 октября 2007 года в рамках VIII Российско-китайского форума по общественным наукам на высшем уровне; двух первых томов — А. И. Кобзев в Греции на о. Родос 11 октября 2007 года в рамках V международного общественного форума «Диалог цивилизаций» и в КНР на о. Хайнань в г. Санья 19 ноября 2007 года в рамках I международного форума «Китай и Россия: прошлое, настоящее, будущее».
Презентацию третьего тома провёл А. Е. Лукьянов на VI Съезде российских востоковедов в Улан-Удэ 20 сентября 2008 года; тома 4 — А. И. Кобзев и В. Н. Усов на XXII Московской международной книжной выставке-ярмарке 4 сентября 2009 года.

## Академические рецензии
Ни на Западе, ни в самом Китае до сих пор ничего подобного не было...Можно сказать, что данное издание является выдающимся достижением российской науки, поскольку сложность задачи до сих пор не позволила международному научному сообществу создать нечто подобное...Глубоко продуманная архитектоника работы, состоящей из трех разделов: общего, словарного и справочного, – позволила ей стать не только наиболее содержательным описанием теоретических и исторических особенностей китайской философии но и подробнейшим справочником в этой области, охватывающим все основные словарные функции от именного и предметного указателя до хронологии, картографии и подробнейшей библиографии на всех основных языках.Э.С. Кульпин, «История и современность»
В юбилейном выпуске журнала «Вопросы философии», посвящённом Китаю, были опубликованы рецензии на первый том энциклопедии. В «Вопросах философии» позднее также вышла статья о втором томе.

## Премии
В 2011 году М. Л. Титаренко, А. И. Кобзев и А. Е. Лукьянов были награждены Государственной премией РФ «за выдающиеся достижения в развитии отечественного и мирового китаеведения и подготовку фундаментальной академической энциклопедии „Духовная культура Китая“».

## Перевод
В 2014 году в Сычуаньском университете иностранных языков велась работа по переводу энциклопедии на китайский язык и в 2016 году все шесть томов под названием «Чжунго цзиншэнь вэньхуа дадянь» (кит. упр. 中国精神文化大典) были переведёны.
- «Философия» (кит. упр. 哲学卷)
- «Мифология. Религия» (кит. упр. 神话·宗教卷)
- «Литература. Язык и письменность» (кит. упр. 文学·语言与文字卷)
- «Историческая мысль. Политическая и правовая культура» (кит. упр. 历史思想·政治与法律文化卷)
- «Наука, техническая и военная мысль, здравоохранение и образование» (кит. упр. 科学·技术·军事思想·卫生·教育卷)
- «Искусство» (кит. упр. 艺术卷)